# قانون المتشردين والمتسولين 1494

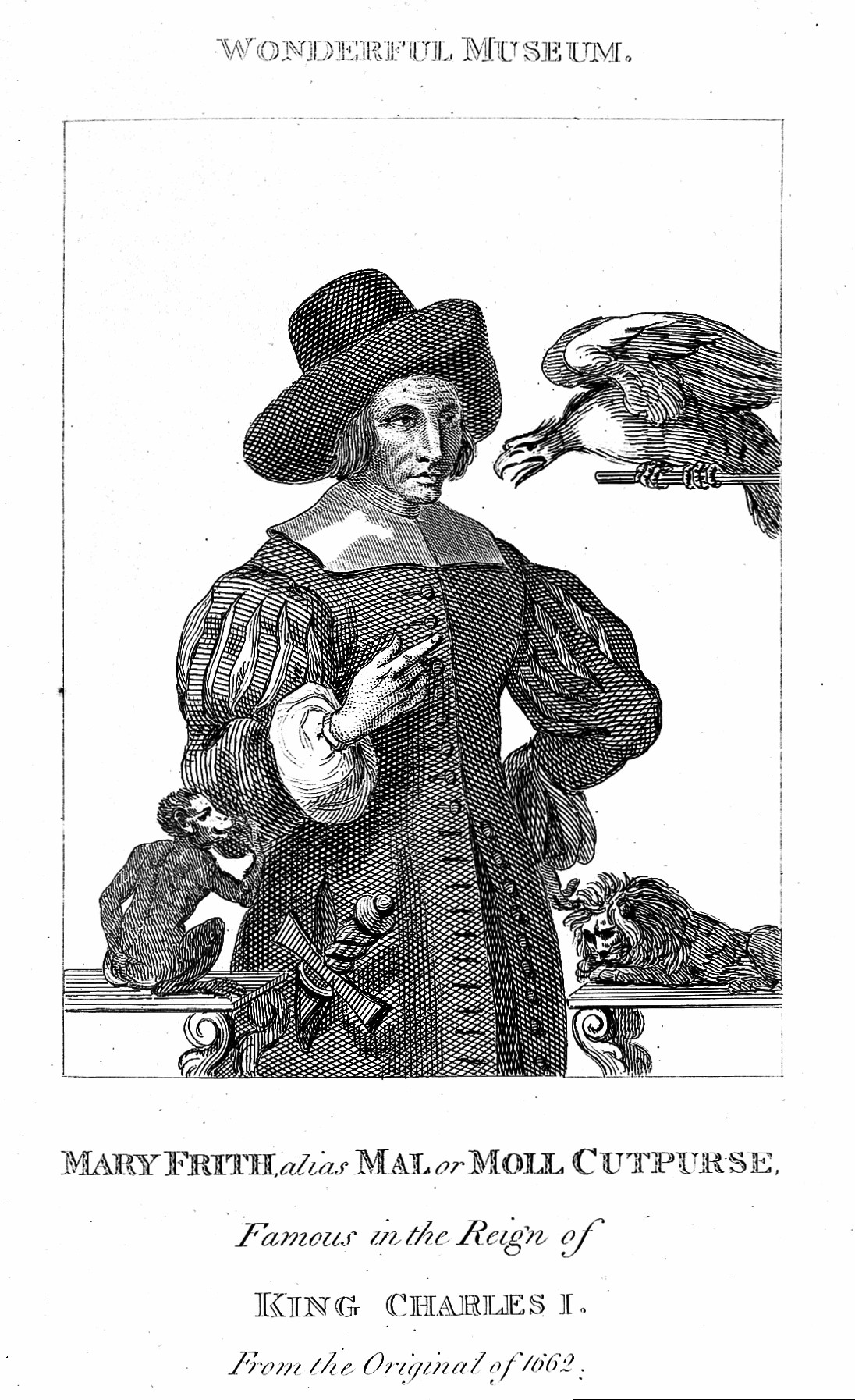
صورة لماري فريث مرتدية ثياب للرجال.

قانون المتشردين والمتسولين 1494 هو عبارة عن قانون برلماني أُقر في عهد هنري السابع. وينص القانون على أن "المتشردين والعاطلين والمشتبه بهم يجب أن يوضعوا في المحجر لمدة ثلاثة أيام وثلاث ليال ولا يكون لديهم أي طعام سوى الخبز والماء ثم يتم إخراجهم من المدينة. 

## السياق الاجتماعي
كانت الحكومة المحلية خلال الفترة الحديثة المبكرة في إنجلترا (من القرن الرابع عشر إلى القرن الثامن عشر الميلادي) مختلفة تمامًا عن الحكومة الحديثة من حيث أنها كانت تعتمد على المجتمع لفرض القانون والنظام. ولم تكن هناك شرطة، وكان يتم شغل مناصب الحكومة المحلية في كثير من الأحيان على أساس تطوعي. تم شغل هذه المناصب من قبل الجيران والأصدقاء وأرباب العمل ومأموري الكنيسة. كانت الحكومة المحلية مبنية على فكرة المجتمع والعمل معًا لإقامة النظام المجتمعي. 
تحدت الفترة الحديثة المبكرة هذه المؤسسات الاجتماعية حيث شهدت إنجلترا فترة من التضخم والنمو السكاني الشديد وتسببت في اتساع الفجوة بين الأثرياء والفقراء. كانت هذه الضغوط والتغيرات الاجتماعية سبب في اضطراب النظام الطبيعي للمجتمع. أدى هذا النمو السكاني والتغير الاجتماعي إلى تغيير الطريقة التي اختارت بها الحكومة الحفاظ على النظام في جميع أنحاء البلاد.  وكثيراً ما أصبح الفقراء هدفاً لهذه القوانين الجديدة التي تهدف إلى إعادة إرساء النظام المجتمعي. تهدف القوانين، مثل قانون المتشردين والمتسولين 1494 إلى معاقبة فقراء إنجلترا لمجرد كونهم فقراء.
شددت إنجلترا الحديثة على فكرة النظام المجتمعي وأن كل فرد يجب أن يعرف مكانه الصحيح داخل هذا الهيكل. عزز قانون الفقراء وقوانين الاستيطان وإعلانات تيودور المتشردين والمتسولين، مما أبقى الناس في مكانهم الاجتماعي الصحيح. 

## انتشار الجريمة
بسبب عدد سكان لندن الكبير كان البقاء مجهولاً مهمة سهلة للمجرمين. وسرعان ما قام عالم الجريمة الإجرامية بتكوين وتطوير نظام أمني واستخباراتي يحمي المجرمين المحترفين من الشرطة. أولئك الذين كسبوا عيشهم من خلال الجريمة شكلوا حيهم الخاص الذي ركز نشاطه حول واحدة من أكثر المناطق ازدحامًا في لندن، كاتدرائية القديس بولس.  دفعت مخاطر لندن إلى إنشاء مواد إعلامية تحذر الزوار المحتملين من عمليات الاحتيال النموذجية التي يستخدمها المجرمون. مثل اكتشاف جيلبرت ووكر الواضح للعب النرد (1552) وروبرت جرين.
لقد كسر النشاط الإجرامي الحدود بين الجنسين وأصبح كل من الرجال والنساء محترفين. اختارت بعض النساء التصرف وارتداء الملابس مثل الرجال. كانت ماري فريث واحدة من أنجح هؤلاء التي ساعدت أيضًا في تنظيم وتوجيه عالم الجريمة الإجرامي.